# Distrito de San Antonio de Cusicancha
El distrito de San Antonio de Cusicancha es uno de los dieciséis distritos que conforman la provincia de Huaytará, ubicada en el departamento de Huancavelica, bajo la administración del Gobierno regional de Huancavelica, en la zona de los Andes centrales del Perú.
Desde el punto de vista jerárquico de la Iglesia católica, forma parte de la diócesis de Huancavelica.

## Historia
Fue creado mediante Ley N.º 14102 del 14 de junio de 1962, en el gobierno del Presidente Manuel Prado Ugarteche.

## Geografía
Abarca una superficie de 255,86 km².

## Autoridades

### Municipales
- 2011 - 2014[2][3]
  - Alcalde: Cesario Huamán Llauca, Movimiento independiente Trabajando Para Todos (TPT).
  - Regidores: Ebel Curi Quispe (TPT), Julián Quispe Conislla (TPT), Josefina Marina Tornero Huarcaya (TPT), Félix Vicente Díaz Quispe (TPT), Benito Elberto Díaz Llauca (Partido Aprista Peruano).[4]
- 2007-2010[5]
  - Alcalde: Nilo Huaroto Yauricasa, Partido Acción Popular.

### Policiales
- Comisario:  PNP.

### Religiosas
- Diócesis de Huancavelica[6]
  - Obispo de Huancavelica: Monseñor Isidro Barrio Barrio.[7]